# Селмеш
Селмеш (порт. Selmes; МФА: [ˈsɛɫ.mɨʃ]) — парафія в Португалії, у муніципалітеті Відігейра. Розташована в південній частині країни, на теренах історичної португальської провінції Алентежу. Входить до складу округу Бежа. За адміністративним поділом, чинним до 1976 року, терени парафії були складовою провінції Нижнє Алентежу. Належить до Безької діоцезії Католицької церкви. Патрон — свята Катерина. Площа — 137,4690 км². Населення — 894 ос. (2011). Слабо урбанізований регіон. Густота населення — 6,5 осіб/км²
. Код — 021402.

## Населення
| Кількість мешканців | Кількість мешканців | Кількість мешканців | Кількість мешканців | Кількість мешканців | Кількість мешканців | Кількість мешканців | Кількість мешканців | Кількість мешканців | Кількість мешканців | Кількість мешканців | Кількість мешканців | Кількість мешканців | Кількість мешканців | Кількість мешканців |
| ------------------- | ------------------- | ------------------- | ------------------- | ------------------- | ------------------- | ------------------- | ------------------- | ------------------- | ------------------- | ------------------- | ------------------- | ------------------- | ------------------- | ------------------- |
| 1864                | 1878                | 1890                | 1900                | 1911                | 1920                | 1930                | 1940                | 1950                | 1960                | 1970                | 1981                | 1991                | 2001                | 2011                |
| 1 101               | 1 178               | 1 345               | 1 388               | 1 677               | 1 705               | 1 888               | 2 254               | 2 266               | 2 111               | 1 727               | 1 400               | 1 196               | 1 009               | 894                 |